# محمد دحمان
محمد دحمان (9 أبريل 1982 فرنسا - ) هو لاعب كرة قدم جزائري معتزل كان يلعب كمهاجم.

## روابط خارجية
- محمد دحمان على موقع اتحاد تركيا (لاعب) (الإنجليزية)
- محمد دحمان على موقع قاعدة بيانات كرة القدم.إي يو (الإنجليزية)
- محمد دحمان على موقع عالم كرة القدم.نت (الإنجليزية)